# Washington Park, Arizona
Washington Park je naseljeno područje za statističke svrhe u američkoj saveznoj državi Arizona. Prema popisu stanovništva iz 2010. u njemu je živjelo 70 stanovnika.